# Чорнорудка
Чорнору́дка — село в Україні, в Бердичівському районі Житомирської області. Населення становить 754 особи (2019 р.)

## Історична довідка

Братська могила загиблим в II світовій війні (біля залізничної станції).

Датою заснування уважається 1620 р.
Відоме залізничною станцією в Ружинському районі Житомирської області.
На околиці Чорнорудки виявлено залишки поселення черняхівської культури.
Тут існувала садиба сина Артемія Терещенка — відомого виробника цукру. Залишків не збереглося, тому що Терещенки закинули тут маєток після трагічної загибелі дочки поміщика — падіння в озеро.
Населення становить 1005 осіб.

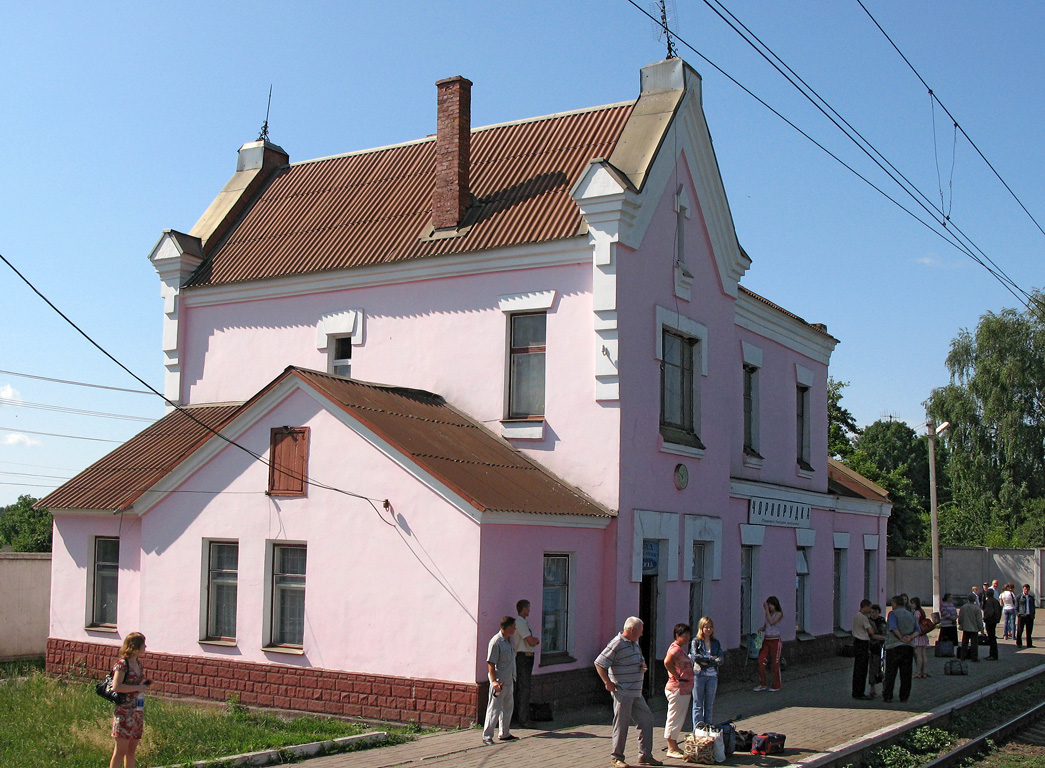
Вокзал станції Чорнорудка

Колишній орган місцевого самоуправління — Чорнорудська сільська рада.

## Населення

### Мова
Розподіл населення за рідною мовою за даними перепису 2001 року:

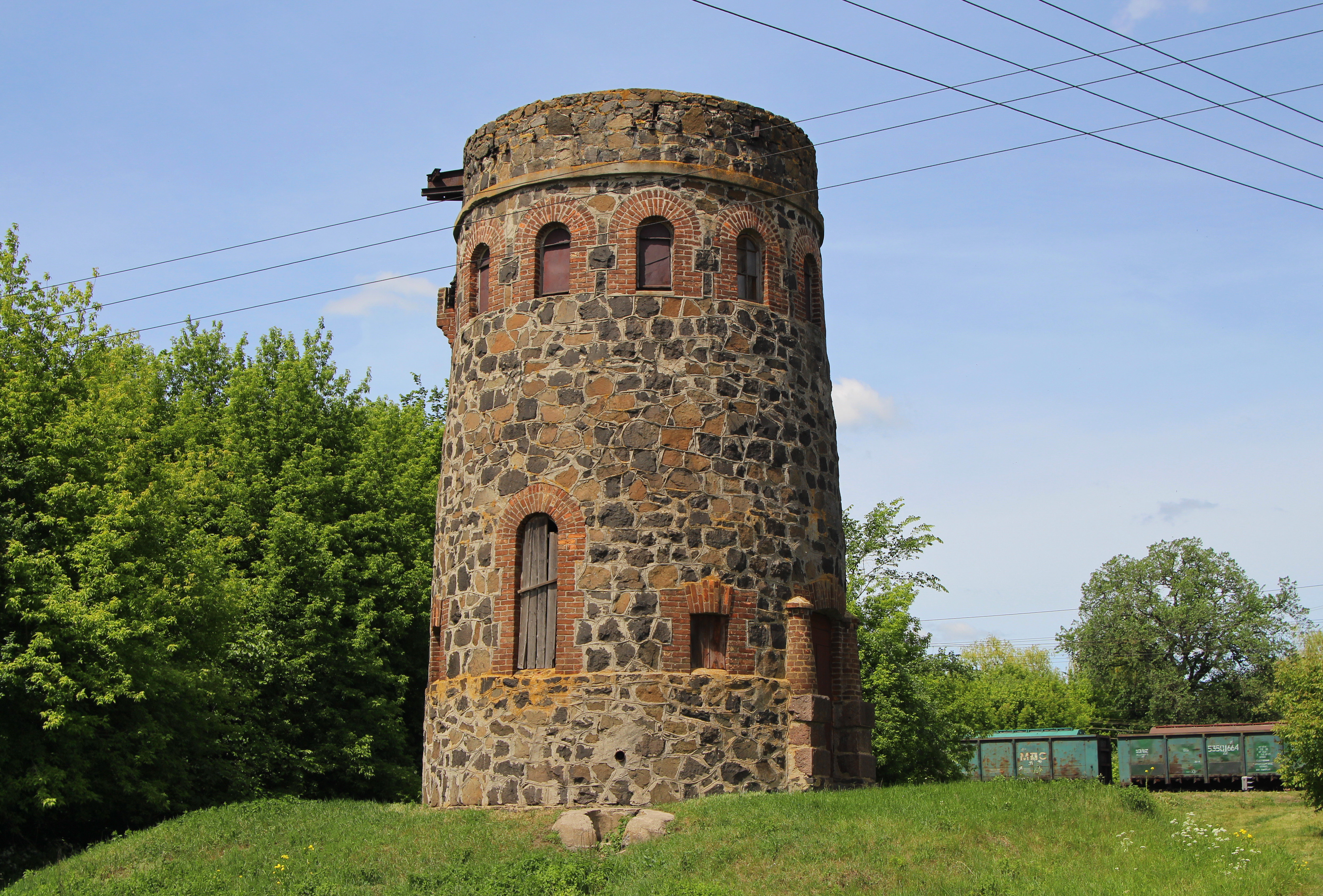
Водонапірна вежа, станція Чорнорудка

| Мова            | Кількість | Відсоток |
| --------------- | --------- | -------- |
| українська      | 969       | 96.42%   |
| російська       | 32        | 3.12%    |
| білоруська      | 1         | 0.10%    |
| румунська       | 1         | 0.10%    |
| інші/не вказали | 2         | 0.20%    |
| Усього          | 1005      | 100%     |

## Видатні односельці
- Гордійчук Петро Максимович (1912—1991) — український радянський художник театру, режисер і живописець.
- Гордійчук Микола Максимович — доктор мистецтвознавства
- Родина Терещенків..

## Транспорт
В селі знаходиться станція електропоїздів приміського сполучення. Електропоїзди курсують за напрямком Козятин-Фастів-Київ.

## Цікаві об'єкти
- Водонапірна башта, виконана у подобі замкової вежі.
- Дитячий майданчик, який нагадує фортецю